# David Hopkins
Pour les articles homonymes, voir David C. Hopkins et Hopkins.
David Hopkins, dit "Hopi", est un musicien multi-percussionniste-instrumentiste né en 1949 à Belfast, installé en Bretagne depuis 1992.  Il joue et a joué avec plusieurs formations bretonne, notamment avec Barzaz, Bleizi Ruz, An Triskell, Skeduz, Guichen Quartet, The Brian McCombe Band, An TourTan, Horizon, le trio Elixir, le trio Rune, Boys in the Gap, Loar Gann, Toud'Sames, E Leizh, Buzz Buddies, An Bothar... Avec des artistes internationaux, il a réalisé des tournées à travers toute l’Europe : Davy Spillane, Desi Wilkinson, Mairtin O’Connor, Gerry O’Connor.
Auteur de quatre albums solo, il a participé à une trentaine d’autres pour Alan Stivell, Didier Squiban, Myrdhin, les Frères Guichen, Pat O'May... Maître reconnu du bodhrán, il est passionné par les percussions du monde et joue  du cajon, darbouka, djembé, bongos, davul, bendir, timbales, congas, gong, didjeridoo, rebab, sanza, balafon, suling, dungchen, cloches, hochets, petites percussions, flûtes...

## Biographie

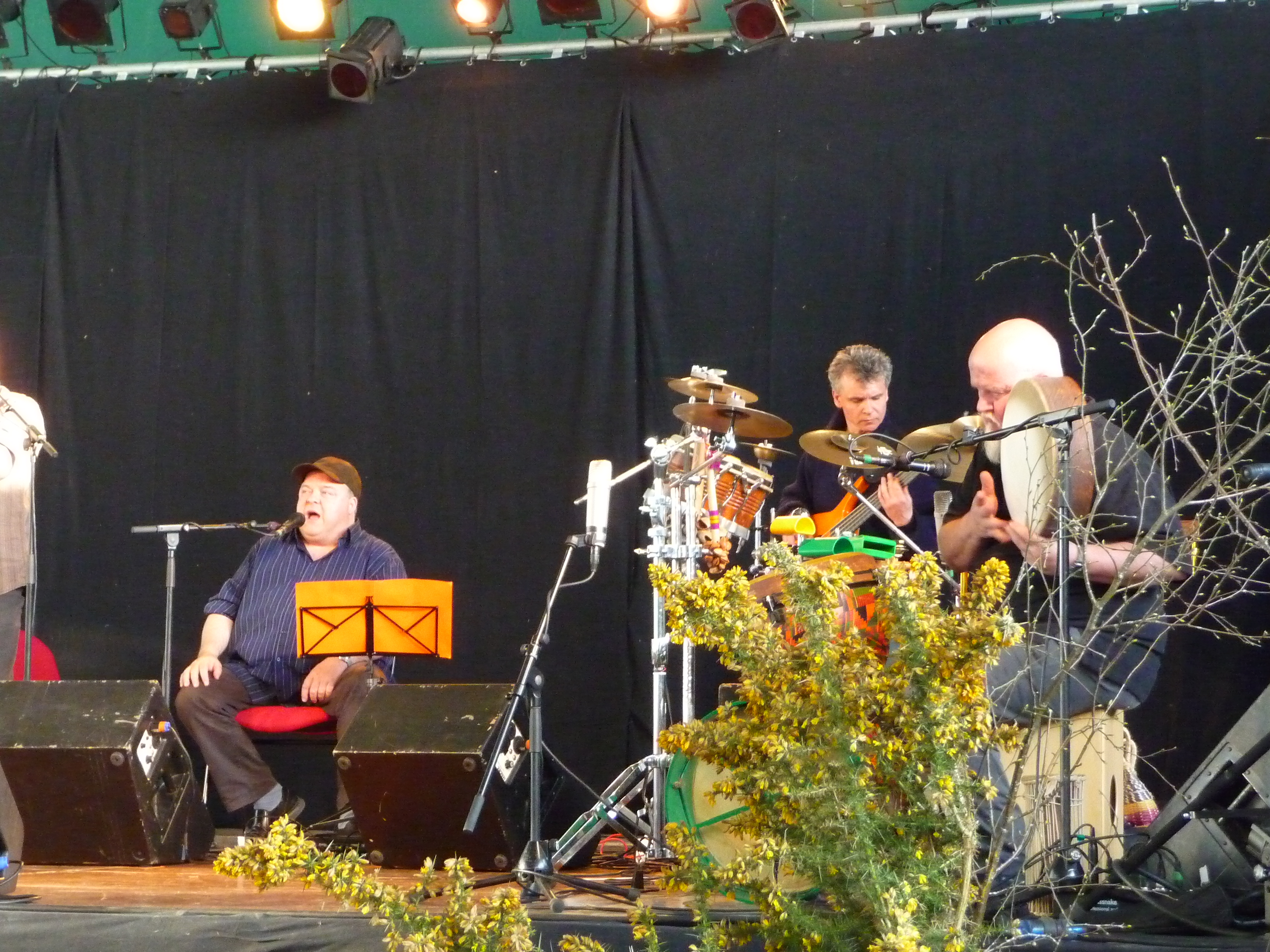
avec Toud'Sames (Lors Jouin, Alain Genty)

Après avoir fabriqué à 9 ans son premier tambour avec une boîte de biscuits et une peau découpée dans un ciré, il fait l'acquisition vers l'âge de quatorze ans d'un kit de batterie bas de gamme. Au lycée, il joue avec des camarades de classe des reprises des groupes de l'époque (les Beatles, les Kinks, les Stones, les Who). Les années qui suivent la fin de ses études marquent le début de sa collection d'instruments exotiques après avoir laissé la batterie de côté, autour de la Scandinavie avec les bongos et un tampura indien. 
Dans les années 1960, comme beaucoup de gens il écoutait de la musique classique indienne. Mais il a commencé à remarquer que sa patrie avait sa propre tradition musicale, ce qui l'a amené à découvrir la bodhrán, influencé par Johnny 'Ringo' McDonagh, Colm Murphy et Tommy Hayes. Quand il a atteint un niveau de connaissance et de pratique de base, il s'est lancé dans des sessions dans toute l'Irlande. Puis vint sa première tournée à l'étranger (en Bretagne) avec entre autres le piper Davy Spillane. Plusieurs années et visites bretonnes plus tard, il est devenu professionnel. 
Avant de s'installer en Bretagne en 1992, David part vivre en Suisse (à Zurich) en 1980, carrefour culturel où il participe à de nombreuses rencontres musicales avec des musiciens de traditions turques (d'Anatolie), grecques ou arabes (des Balkans), et également avec des musiciens de jazz. C'est là que sa collection d'instruments a vraiment commencé, ayant toujours été fasciné par les sons étranges et merveilleux de la musique du monde (avant qu'apparaisse l'expression world music). 
Il a travaillé pendant dix ans avec le pianiste italien Antonio Breschi puis avec le guitariste croate Ljubo Majstorovic. Membre des groupes Schildpatt et Arkadas, il a eu l'honneur de participer aux prestigieux festivals de jazz de Berlin et de Constance. Il a aussi été invité à plusieurs reprises en Pologne, que ce soit avec le flûtiste Pol Huellou ou à l'initiative des groupes polonais Osjan puis Kwartet Jorgi (en 2000 à Varsovie en présence du dalaï-lama). Son premier gros projet musical a été son album solo "Gaia" en 1987, avec l'aide de Matthias Grob. Le suivant, "Hear the Grass", est consacré au bambou, en utilisant uniquement des instruments fabriqués à partir de cette plante et son cousin le roseau. Il travaille ensuite sur un projet proposé par Filippo Massara de Ludi Sound en Italie : "Onda" est une collaboration avec le guitariste croate Majstorovic Ljubo et le percussionniste suisse Eric Albiez, conçu pour la musicothérapie basée sur les sept chakras et leurs couleurs et fréquences respectives. Filippo Massara lui demande plus tard de faire un deuxième album, cette fois sur la base des cris de certains animaux : "Tangara" (l'énergie de guérison des animaux) a été réalisé en collaboration avec Eric Liorzou de Bleizi Ruz. 
Son retour en Bretagne a été réalisé par une invitation à jouer avec des amis bretons dans leur groupe Barzaz. En 1992, lorsque plusieurs allers-retours depuis la Suisse vers la Bretagne commençaient à devenir fatigants, il déménage pour vivre en Bretagne. Le groupe devenait mythique dans sa dizaine d'années d'existence mais quand il a pris fin, il a reçu une offre pour rejoindre un autre groupe mythique, Bleizi Ruz. Travailler avec les Red Wolves l'a fait entrer dans la scène fest-noz. Il a été invité à se joindre aux frères Guichen (mythiques Ar Re Yaouank) dans leur Quartet avec Etienne Callac. En 1997, il s'installe dans le moulin restauré de Kerhalec, près de Saint-Clet et y installe son home studio. Au début des années 2000, il devient membre de Loar Gann (Gwénola Lanrivain, Youenn Péron, Tony Mac Carthy, Thomas Bocher, Yvon Riou). Il a fait partie du groupe de percussion Stok an Dañs, fondé par Dominique Molard et le quintet Toud'Sames (Dominique Molard, Lors Jouin, Jean-Michel Veillon, Alain Genty) dès 2000. En 2001 il forme "Rune" avec Malo Carvou et Bernard Bizien. 
En 2004, son album solo "Parallel Horizons" a pour thème le voyage imaginaire d'un irlandais, ses rencontres et ses influences. Dix-huit invités participent à cette ouverture musicale. En 2005 il met en musique «Les amants d'Ulster», une légende irlandaise comptée par Alain Meneust, adaptée du livre «La tristesse des sentinelles» de Jean-Marc Lanteri.
Avec le Quatuor Guichen, il s'est produit à l'étranger. Il a accompagné le chanteur sénégalais et joueur de kora Sarah Carrère. En duo, il a joué avec Jean-Luc Thomas, Davy Maguire, Colin Hamilton, Desi Wilkinson, Gerry O'Donnell, Pol Huellou, Yannig  Alory (2012)... Il a joué sur les grandes scènes et grands festivals de Bretagne (le Quartz, le Carré Magique, la Passerelle, le TNB, le théâtre de Cornouaille, festival des Vieilles Charrues, de Cornouaille, Interceltique de Lorient, de Bobotal, etc.) et il a beaucoup tourné à l'étranger.
Ensuite il a fondé son propre groupe, Hopi Hopkins Horizon. En 2009 il joue en trio avec Chris Dawson et Camille Raibaud et en 2012 il poursuit avec The Brian McCombe Band. En 2012 il est percussionniste remplaçant avec Meltan. En 2013, il forme le groupe Buzz Buddies, avec Yann Honoré, Emmanuel Pariselle et les Irlandais Ian Smith et Niamh Varian-Barry (Solas), qui sort son premier album en mars 2015.

## Discographie

### Albums solo
- 2004 : Parallel Horizons - autoprod./dist. Keltia Musique
- 1995 : Tangara - Ludi Sound (réed. 2000 CMG)
- 1992 : Onda - avec Ljubo Majstorovic et Eric Albiez - Ludi Sound
- 1991 : Hear the Grass - Wergo
- 1987 : Gaïa - Wergo (réed. 1994 Ludi)

### Participations
- 2018 : Human~Kelt -  Alan Stivell
- 2018 : One Night in Breizh Land - Pat O'May
- 2017 : Récits de Voyages - Philippe Brunel Acoustic Band
- 2017 : Kanré - hazeyjane
- 2016 : Traversée imaginaire Marc Thouenon
- 2015 : Old K-Way - Buzz Buddies - Coop Breizh
- 2013 : Embrace the sky - THE BRIAN McCOMBE BAND
- 2011 : Kan an Tevenn - Gwennyn - Keltia
- 2011 : L'Arbre noir - Dominig Bouchaud et Yann Honoré - Keltia

...
- 2005 : I.N.I.T.I.A.L.S - John Wolf Brennan – Creative Works
- 2002 : Mémoire Vive - Guichen Quartet - Avel Ouest
- 2002 : Au-delà des mots - Alan Stivell - Keltia III / Dreyfus
- 2001 : Time of Change - Boys in the Gap - Ciré Jaune
- 2000 : Great Celtic Airs - various artists - Keltia Musique
- 1998 : Harpsody - Duo Ars Celtica - Kerig
- 1998 : Coup de Vent - Christian Maës & Emmanuel Pariselle - Buda
- 1996 : Zéro Un - Band ar Jazz - Excalibur
- 1996 : Penn ar Bed - "An Tourtan" de Didier Squiban - L'Oz Production
- 1995 : Somerset - Orchester Frenesi - Zyt
- 1993 : Mor Pe Wrac'h Kozh - Mona Jaouen - Escalibur
- 1993 : Koat Nezan - Jean Michel Veillon - Gwerz Pladenn
- 1992 : Ghosts of Love - Sandi Miller - Starc
- 1991 : Xenos - Xenos - CF
- 1991 : Verso Sera - Acanto - Brambus
- 1990 : Tilted House - Christian Maës & Sandi Miller - CMP
- 1990 : Strampedemi - Linard Bardill - Zyt
- 1990 : Random and Providence - Marco Cerletti - COD
- 1987 : Bunju - Schildpatt - Schild
- 1986 : Elixir - Elixir - Goasco

Skeduz
- 1997 : Rag ar Plinn - Keltia

Myrdhin
- 1995 : A Cordes et à Cris - Escalibur/Coop Breizh
- 1990 : Harp in Aquarius - Escalibur/Coop Breizh

Bleizi Ruz
- 2000 : An Teuz - Ciré Jaune
- 1995 : Celtic Trip - Shamrock

Barzaz
- 1992 : An Den Kozh Dall - Keltia musique
- 1989 : Ec'honder - Escalibur/Coop Breizh

Antonio Breschi
- 1989 : Orekan - Arklow
- 1986 : Mezulari - Elkar
- 1984 : Lands, Seas & Memories - RNE
- 1983 : Linguaggio dei Luoghi - General Music
- 1982 : Ode to Ireland - Pick
- 1981 : Far Off Hills - Autogram